# 욥

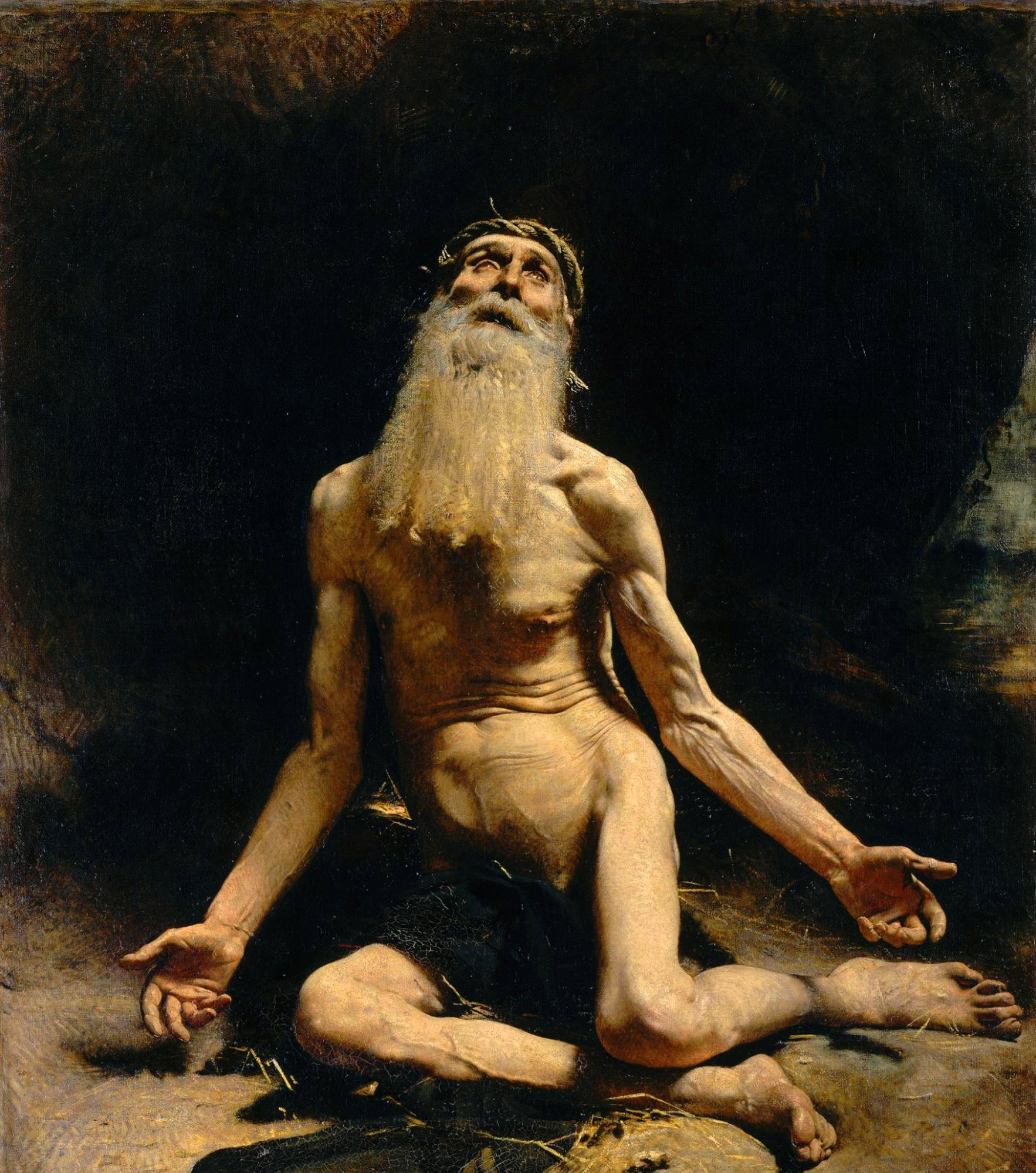
레옹 보나의 작품.

욥(히브리어: אִיּוֹב, 아랍어: ايوب) '욥'이란 이름은 히브리어 '아에브'에서 파생된 것으로 본다면 '미움을 받는 자'라는 뜻이 되며, 아랍어 '아바'에서 파생된 것으로 본다면 '회개하는 자'라는 뜻이 된다.
고결한 인격자로서 신앙심이 두텁고 그릇된 점은 찾아볼 수 없는 인물로 설정되어 이야기가 진행된다. 하늘나라에서 하느님과 사탄이 의인(義人) 욥을 놓고 내기를 하였다. 비참한 환경에 빠져도 신에 충실할 것인지 아닌지를 시험해보려는 것이었다. 이리하여 욥에게 여러 가지 어려운 시련이 내려지게 된다. 고통에 시달리는 욥을 보고 인과응보사상(因果應報思想)을 갖고 있는 친구들은 욥이 지은 죄의 대가라고 단정한다. 욥은 이를 부정하고 옳은 자가 왜 고난을 당해야 하는가에 대하여 끊임없이 의문을 품고 그 부조리에 저항한다. 그 결과 의인(義人)에게 은혜를 베풀고 악인(惡人)을 벌하는 것만이 신이 아니고 인간사회의 조리와 부조리를 초월한 존재로서의 신을 파악한 신앙의 경지에까지 이르게 되었다.  이 이야기의 성립은 아랍어(語)의 영향이 확실하고 유태교적 인과응보사상이 확립되어 있는 점, 신앙의 개인적·주체적 자각 등으로 보아서 유폐 후 상당히 지난 뒤인 기원전 5∼3세기경에 쓰여진 것으로 추정된다.

## 배경

#### 시대
욥이 살았던 시대의 연대를 정확히 산정하기란 쉬운 일이 아니다. 왜냐하면 책 안에 동시대의 역사적 사실이 직접적으로 언급이 나오지 않기 때문이다.
그러나 욥이 아브라함 당시와 거의 유사한 시대(족장시대)에 존재했던 인물이라는 결론을 도출해 낼 수 있는 근거들은 존재한다.
- 첫째,  욥의 생존 기간이 족장들의 나이와 비슷하거나 초월했기 때문이다.

아브라함의 향년이 백칠십오 세라(창25:7)
- 둘째, 욥의 부귀의 정도가 가축의 수효와 거느리고 있는 하인들의 수를 통해서 말해지는 기록(1:3)이 제시되고 있다.

이는 족장시대의 관례와 일치한다.
- 셋째, 아브라함과 이삭, 야곱 등의 족장들과 마찬가지로 욥 또한 자기 가문의 제사장적 역할을 담당했다. 이 점은 시내 산에서 정식적인 제사장 제도가 확립된 이후의 것으로는 생각할 수 없는 점이다.

- 넷째, 족장시대보다 훨씬 이후의 내용인 출애굽 사건이나 모세 율법등에 관한 언급이 나타나지 않는다.

- 다섯, 족장 시대에는 하나님께 대한 대표적인 호칭이 '샤다이'였는데, 욥기서에서도 이 호칭이 무려 31회나 사용되고 있다.[2]

- 여섯,  화폐 단위가 족장 시대때 사용되던 화폐의 단위 '크시타'라는 점이다. (42:11)

또 이스라엘 자손이 애굽에서 가져 온 요셉의 뼈를 세겜에 장사하였으니 이곳은 야곱이 백 크시타를 주고 세겜의 아버지 하몰의 자손들에게서 산 밭이라 그것이 요셉 자손의 기업이 되었더라(수 24:32)

욥의 살던 지역 (추정)

#### 지리
지리적 배경은 '우스'로 설명되고 있다.(1:1) '우스'라는 지명이 정확히 어느 곳을 가리키는지는 알 수 없다. 다만 학자들은 '우스'를 가나안 북동부의 '바산'이나 사해의 남동쪽에 위치한 '에돔', '아라비아 사막 북부 지역' 가운데 한 곳으로 추정한다. 이 중에서 본서에 등장하는 풍습이나 어휘, 지리적 언급, 역사적 배경 등을 고려해 볼 때 우스는 '에돔', '아라비아 사막 북부 지역'에 위치하였을 것이라는 견해가 가장 우세하다.

#### 소유
아들 일곱, 딸 셋, 양 칠천 마리, 낙타 삼천 마리, 소 오백 겨리, 암나귀 오백 마리, 많은 수의 종들

## 욥의 생애
욥은 족장 시대에 우스 땅에서 살았던 온전하고, 정직하며, 하나님을 경외하여 악에서 떠난 인물이다. 동시에 동방 사람 중에 가장 훌륭한 자라는 평가를 받은 인물이기도 하다. 욥의 이야기는 엄청난 고난을 받은 한 의인의 이야기다. 부와 가족과 건강과 친구들- 지혜가 성공이라고 부르는 모든 것을 빼앗긴 욥은 마치 하나님의 저주를 받은 것처럼 고난을 당했다.

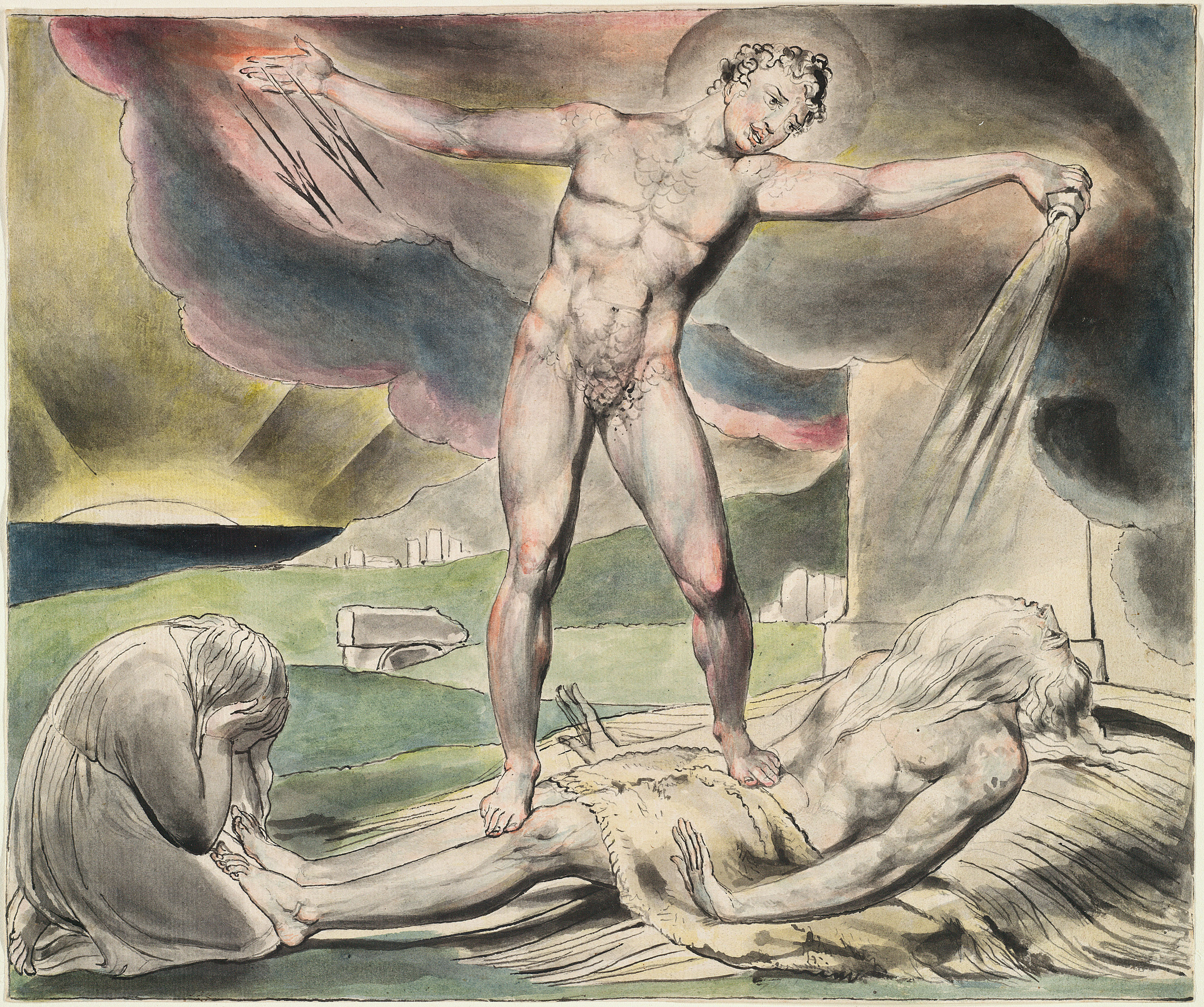
욥의 고찰, 사탄의 시험

### 첫 번째 시험의 시작
그는 그의 모든 소유 때문에 하나님을 섬긴다는 사탄의 고발 (1:8-12)

#### 첫 번째 시험의 내용
욥이 자녀와 재산을 모두 잃었다. (1:14-19)

#### 욥의 반응
욥은 범죄하지도 않았으며, 하나님을 원망하지도 않았다. (1:20-22)

### 두 번째 시험의 시작
뼈와 살을 치면 틀림없이 주를 향하여 욕할 것이라는 사탄의 고발 (2:3-6)

#### 두 번째 시험의 내용
온 몸에 종기가 났다. (2:1-9)

#### 욥의 반응
이 모든 일들에 있어서 입술로 범죄하지 않았다.
또한 고난을 받아 고통스러운 욥을 찾아온 친구들은 모든 고난을 징벌과 교정과 본보기를 목적으로 하는 것(인과응보)으로 설명하지만, 욥은 자신의 고난에 대한 친구들의 설명을 근거가 없는 것으로 거부하고, 우주의 주권자가 선하고 공의로운지에 대하여 질문을 제기한다.
시험 가운데에도 범죄하지 않고, 하나님을 원망하지 않았던 욥은 결국 하나님의 은혜로 더 큰 복을 받게 된다.

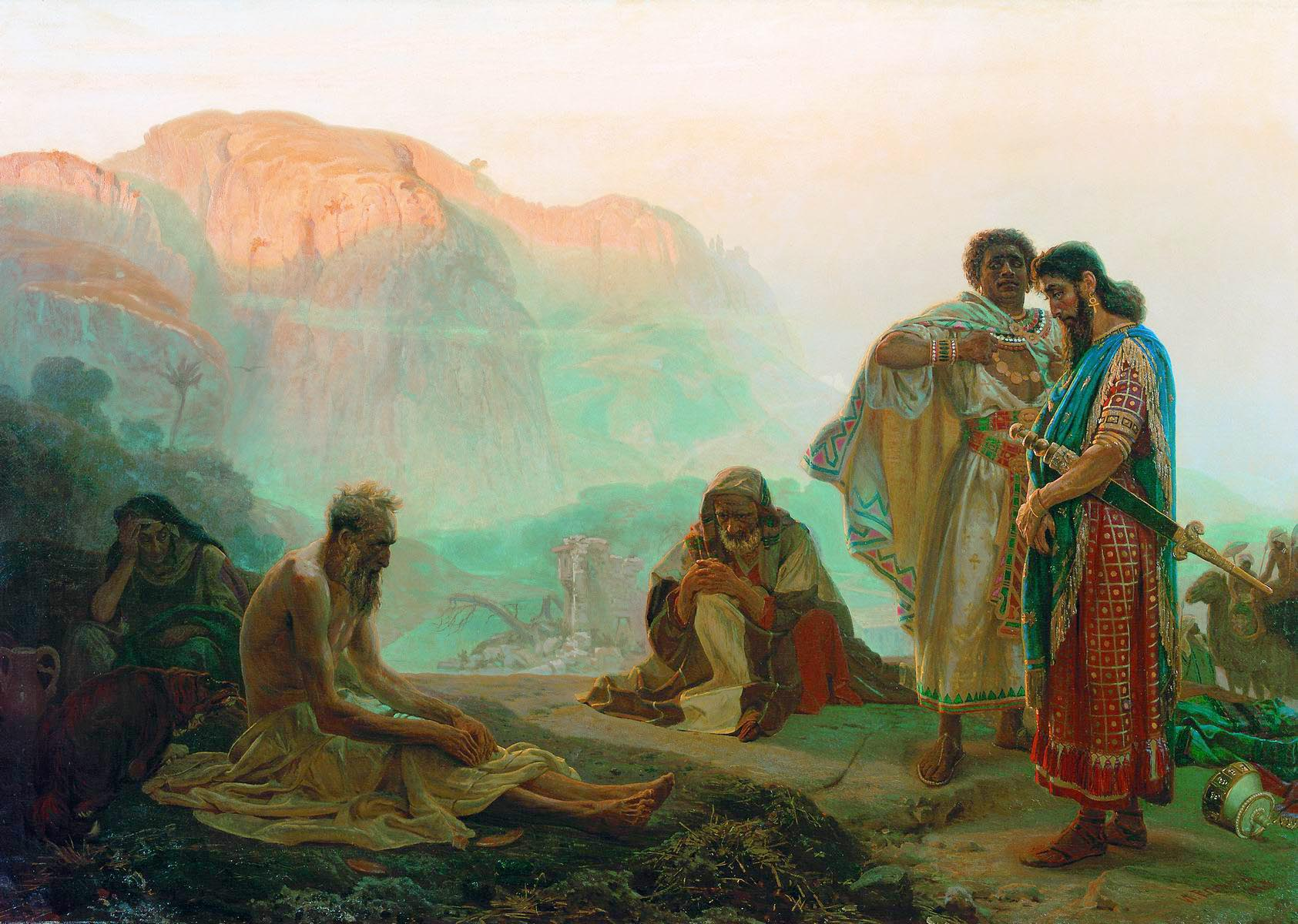
욥과 세친구 그리고 욥의 아내

## 욥과 친구들[5]

### 엘리바스와 욥
엘리바스 : 인과 응보의 논지를 펼치며 참회하고 하나님의 징계를 달게 받을 것을 욥에게 충고 (4-5장)
욥 : 자신은 불의한 존재가 아니므로 자신의 고통은 결코 죄 때문이 아니라고 변호 (6-7장)
엘리바스 : 욥의 자기 변호에 분개한 엘리바스가 전통의 권위에 근거해 욥의 변론을 매섭게 공격하며, 욥의 허물을 책망하고 정죄 (15장)
욥: 친구들에게 위로를 얻지 못해 하나님을 바라보며 자신의 문제를 해결할 중보자를 대망 (16-17장)
엘리바스: 인과응보론의 잘못을 주장하는 욥의 변론에 대해 하나님의 주권에 대한 모독이라고 반박하며 욥의 회개를 촉구 (22장)
욥: 하나님을 향해 자기 결백을 호소하고 의인의 고통과 악인의 형통까지도 모두 하나님의 주권 하에 있음을 고백 (23-24장)

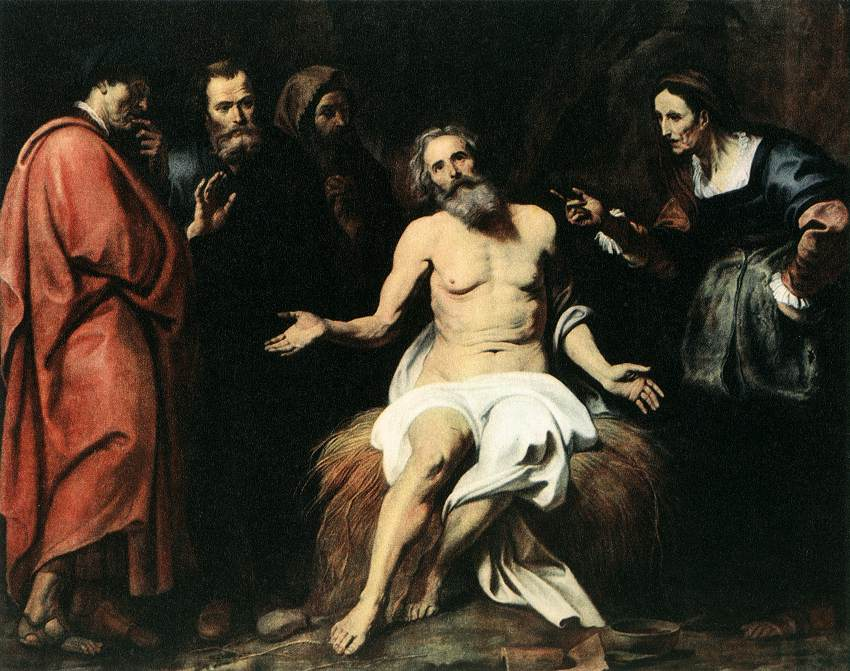
욥의 세친구와 아내 그리고 반문

### 빌닷과 욥
빌닷 : 욥에게 임한 고통은 하나님의 심판에 의한 것이며, 악한 자들의 삶은 필연적으로 절망에 이른다는 논지를 펼치며 욥을 정죄 (8장)
욥 : 하나님과 인간 사이의 절대적인 괴리를 강조한 후 둘 사이의 중보자를 기대. 하나님께 자신이 당하는 고통의 이유를 질문하고 편안한 휴식을 소망 (9-10장)
빌닷 : 욥을 교만한 악인으로 규정하며 욥을 더욱 강하게 정죄 (18장)
욥 : 주위의 모든 사람들에게 소외 당하고, 조소 당하는 자신의 참담한 상황을 토로한다. 그러한 가운데 하늘의 구속자를 대망. (19장)
빌닷 : 하나님의 엄위하심과 위대하심에 근거하며, 회개하기를 거부하는 욥의 행위를 비난. (25장)
욥 : 반어법적인 표현으로 빌닷의 주장을 일축한 후 자신의 신앙관에 기초하여 하나님의 전능하고 광대한 성품과 능력을 고백 (26장)

### 소발과 욥
소발 : 이론적인 교리에 근거하여 욥이 당하는 고통을 하나님의 징벌로 이해하였고, 욥이 회개할 때에 미래에 소망이 있음을 제시 (11장)
욥 : 하나님의 절대 주권을 인정하지만 자신의 의로움을 주장하며, 인생의 무상함을 피력 (12-14장)
소발 : 악인은 필히 망한다는 인과응보론을 펼치며 강력하게 욥을 비판하고 정죄 (20장)
욥 : 세상에서 보여지는 바 의인의 고통과 악인의 형통을 지적하며 자신에게 적용하고 있는 인과응보의 논리가 허구임을 지적 (21장)

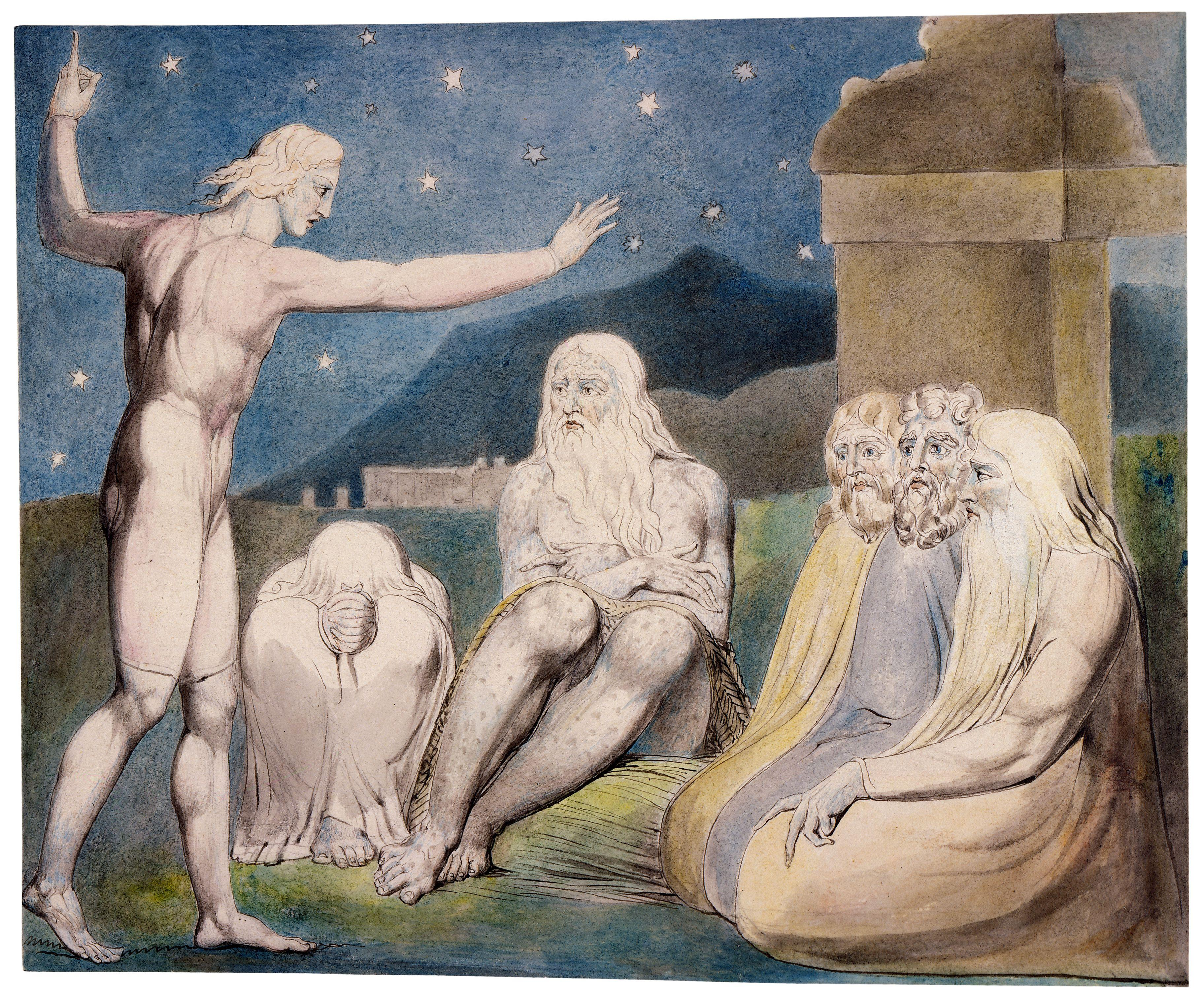
엘리후의 분노

## 욥과 엘리후
친구들과의 대화가 끝난 후 갑자기 '엘리후'라는 인물이 등장한다. 이 인물은 자신이 모든 것에 대한 대답을 갖고 있다고 생각하는 젊은이이다. (32:6-9) 그는 자신이 또 하나의 지혜자라고 제시한다. (33:33) 자신이 새로운 것을 제시할 수 있다고 이야기하지만 결국 그의 의견도 '인과응보'의 신학으로서, 욥이 죄 때문에 고난을 당했다는 내용이다.

## 욥과 하나님
전체의 이야기들이 끝난 후 욥은 하나님과 대면하기를 원했고, 하나님께서는 이에 응답하셔서 폭풍우 가운데 욥과 대화를 나누신다.

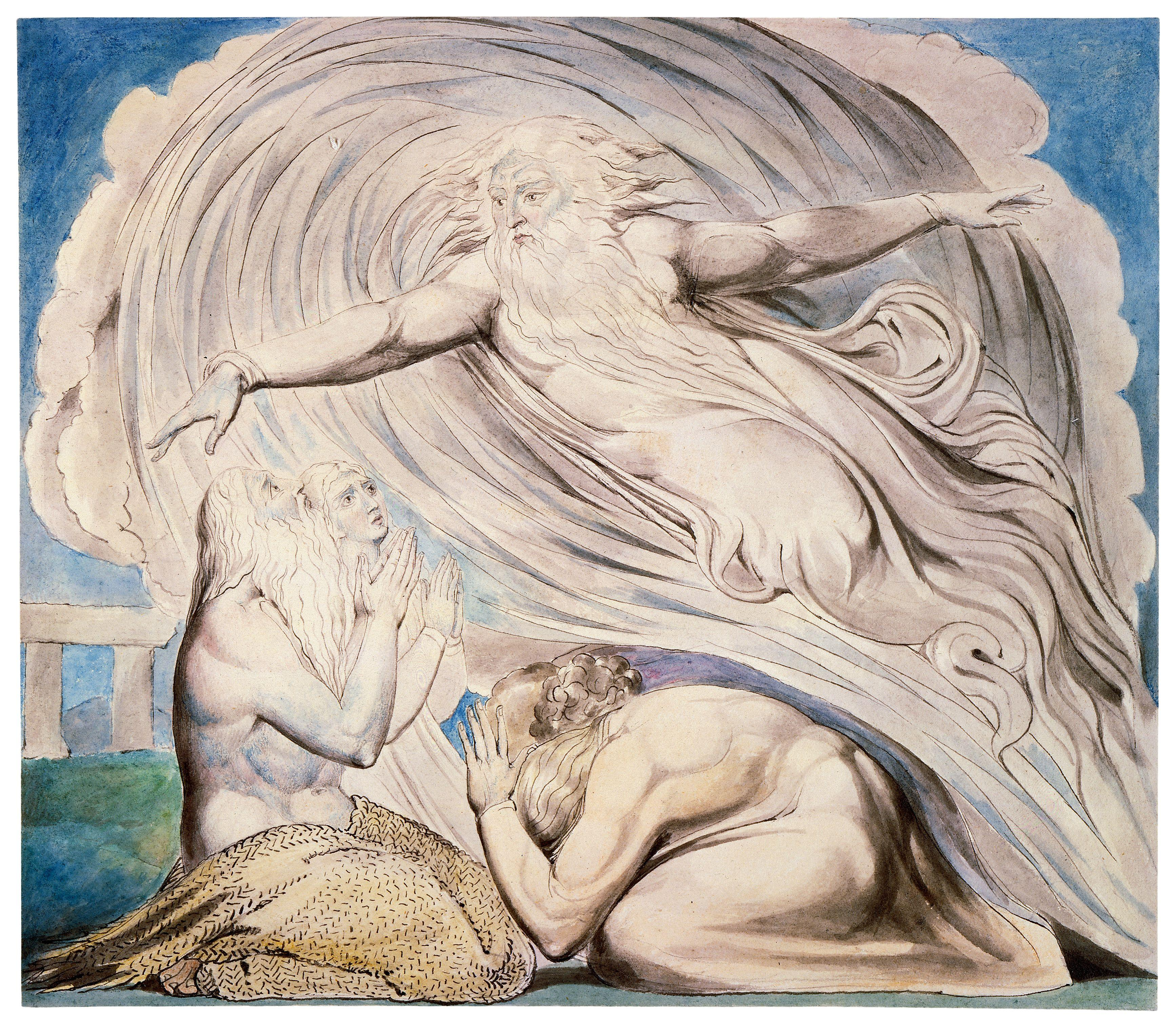
회오리 바람에서 욥에게 응답하시는 주님

욥은 자신이 왜 고난을 당하는지를 알기 위해 하나님과 대면하기를 소망했다. 그런데 중요한 점은 하나님께서 욥이 하나님의 인과응보적인 섭리에 대해서 비난을 한 점만을 꾸짖으시고는 그의 의문에 결코 직접적으로 대답하시지 않으셨다는 점이다. "네가 내 심판을 폐하려느냐, 스스로 의롭다 하려 하여 나를 불의하다 하느냐" (욥40:8)
하나님께서는 지혜의 근원에 대한 질문에 대답을 하신다. 하나님 자신만이 지혜롭다는 것이다. 하나님께서는 욥에게 오직 창조주만이 대답할 수 있는 문제들을 제시하신다. 이러한 질문들은 하나님의 완전하신 지혜와 그가 창조하신 자연 질서에 대한 완전한 지배를 증명해주며 욥의 무지를 이에 대비시킨다. 하나님은 아시고, 욥은 모른다. 도덕적인 질서도 이와 마찬가지라는 것이다.

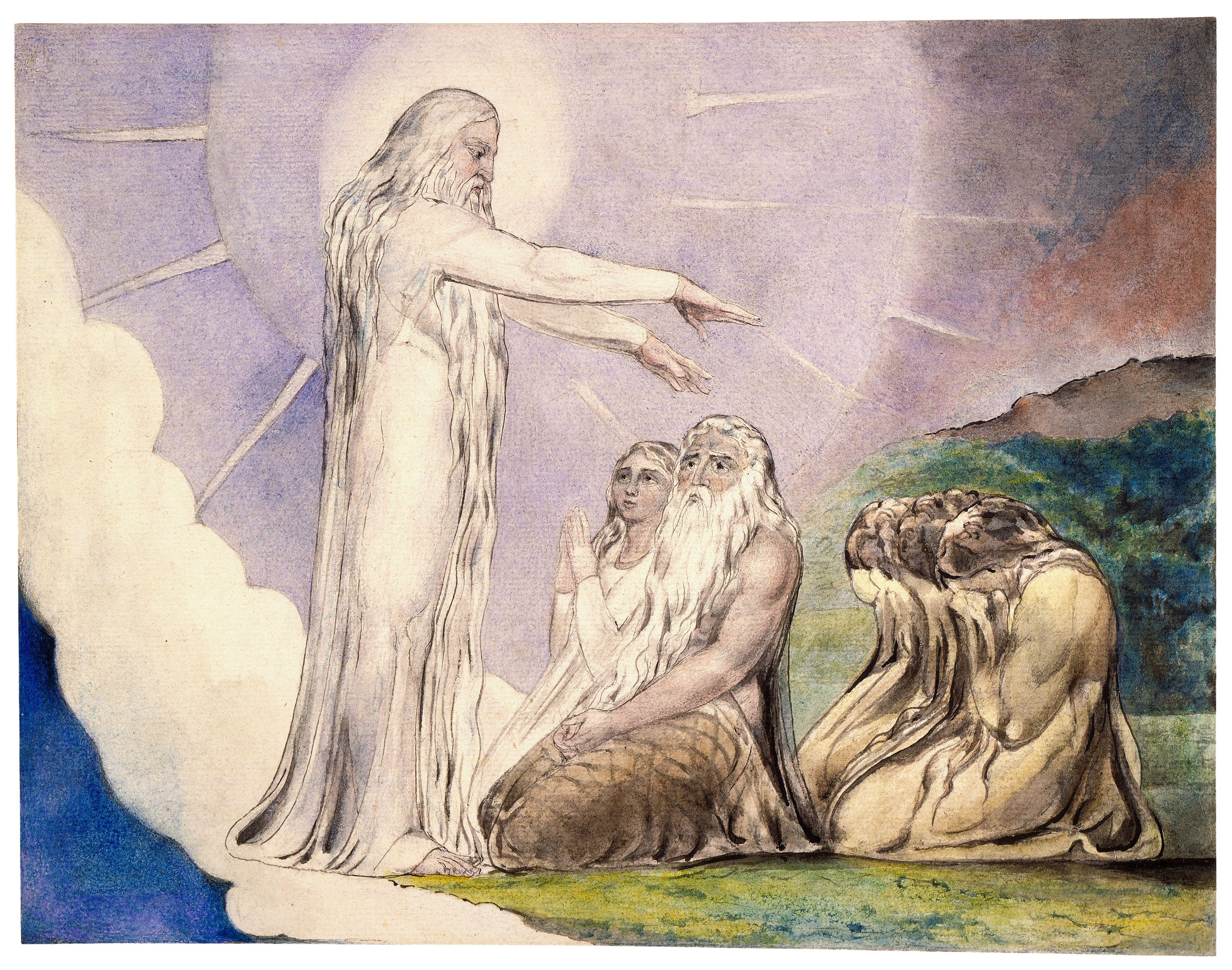
그리스도의 환상

욥은 하나님의 말씀의 능력을 깨닫고 그에 겸손하게 회개하는 태도로 반응한다.

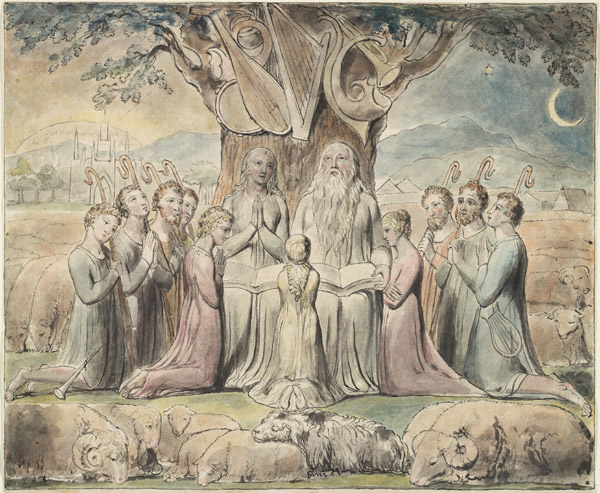
욥의 회복

## 욥이 받은 복의 내용
큰 고통과 고난의 시간 가운데에도 끝까지 하나님 앞에 범죄하지 않고, 하나님을 욕하지 않았으며, 하나님과 대면했을 때 회개하는 반응을 가졌기 때문에 하나님에게 큰 축복을 받을 수 있었다.
- 욥의 '친구들'의 영적 회복 (42:7-9)

욥이 그 친구들을 위하여 제사를 지내고, 중보하였다.
- 이전 모든 소유보다 갑절이나 주심 (양 만 사천마리, 낙타 육천, 소 천 겨리, 암나귀 천, 아들 일곱, 딸 셋)

딸의 이름들 (여미마, 긋시아, 게렌합북)
- 떠났던 사람들이 다시 욥에게 돌아옴
- 고통 이후로 140년을 더 살았으며, 아들과 손자 사 대를 본 이후 죽었다. (장수)

## 같이 보기
- 욥기